# Fundația „Dan Voiculescu” pentru Dezvoltarea României
Fundația Dan Voiculescu pentru Dezvoltarea României este o organizație neguvernamentală, non-profit, înființată în anul 1990, de către profesorul Dan Voiculescu, dedicată susținerii excelenței, educației și inovației în societatea românească. Cu o activitate neîntreruptă de peste trei decenii, fundația se afirmă drept un catalizator pentru progresul României, investind în oameni, idei și inițiative care construiesc viitorul. 
De-a lungul celor 35 de ani de activitate, Fundația Dan Voiculescu pentru Dezvoltarea României a investit peste 5 milioane de euro în proiecte educațioanale, culturale și sociale, a acordat peste 6.000 de premii, iar peste 100.000 de copii și tineri au devenit beneficiarii proiectelor lansate. Fundația Dan Voiculescu pentru Dezvoltarea României este membru al European Council for the High Ability, membru al World Council for Gifted and Talented Children, membru UNESCO, membru al European Talent Support Network.
Fundația Dan Voiculescu pentru Dezvoltarea României, prin intermediul celor două departamente – „Educație și Cultură” și „Dezvoltare și Cercetare” – își propune să ofere acces la educație de calitate, să susțină cercetarea științifică și să încurajeze păstrarea și promovarea valorilor culturale și sociale în România. Scopul este simplu: sprijinirea oamenilor și ideilor care pot dezvolta societatea românească.